# Belharra
Belharra, (en euskera: Belarra, literalmente césped, hierba) es un arrecife y una zona de surf ubicado en San Juan de Luz (Aquitania, Francia). 
Belharra-Perdun (o simplemente Belharra) es un banco localizado en la costa vasca de Urruña, en el departamento de Pirineos Atlánticos, Francia. Este banco es capaz de crear una ola violenta, a veces se tragaba los barcos atracados en Socoa antes de la construcción del muelle. Esta ola de 8 a 15 metros se forma en el noroeste de la bahía de San Juan de Luz entre Socoa y Hendaya, aproximadamente a 2 kilómetros y medio de la costa, y puede ser vista por todos los surfistas. Rompe rara vez, y ni siquiera todos los años. Fue surfeada por primera vez el 22 de noviembre de 2002. El bajo fondo, que tiene entre 14 y 18 metros de profundidad, consiste en una meseta que forma un saliente escalonado. En los días de mar tranquila se convierte en una zona de buceo. En 2013 Belharra rompió el 28 de octubre y el 22 de diciembre; en 2014, el 7 de enero. En 2020, la ola ha podido ser vista el 15 de febrero.